# Willy Anthoons
Willy Anthoons (Mechelen, 25 maart 1911 – Parijs, 17 december 1982) was een Belgische schilder en beeldhouwer.

## Leven en werk
Anthoons vluchtte in 1914, bij het uitbreken van de Eerste Wereldoorlog, met zijn moeder naar Londen. Zijn vader, Louis Anthoons, werd na de mobilisatie krijgsgevangen gemaakt en door de Duitse bezetters geïnterneerd. De jonge Anthoons ging in Engeland naar school en begon reeds vroeg de hoofden van zijn klasgenoten in klei te modelleren.
In 1918 keerde het gezin terug in Schaarbeek, waar Anthoons van 1923 tot 1927 de avondschool volgde. Van 1927 tot 1931 studeerde hij aan de kunstacademie van Elsene en van 1936 tot 1937 bij Oscar Jespers aan de École nationale supérieure des arts visuels (ENSAV), voorheen de École Nationale Supérieure d'Architecture et des Arts Décoratifs (ENSAAD - la Cambre). Tijdens zijn studie ontmoette hij de Franse schilder Nicolas de Staël. Hij kreeg een eerste solo-expositie in het Palais des Beaux-Arts de Bruxelles in 1945. Drie latere tentoonstellingen volgden daar in 1951, 1954 en 1957.
Anthoons schilderde en beeldhouwde en bezocht in 1948 het Kröller-Müller Museum, waar hij het werk van Piet Mondriaan leerde kennen.

## Parijs
Kort hierna vestigde hij zich in Parijs, waar hij zich concentreerde op het beeldhouwen. Hij sloot zich aan bij de kunstenaars rond de schilder Geer van Velde, de auteur Michel Seuphor en de beeldhouwers Gilioli, Morice Lipsi en Vitullo. Mede onder invloed van het kubistische werk van Henri Laurens, richtte hij zijn werk op gesloten, verticale composities. Anthoons werd uitgenodigd voor deelname aan de Salon de la Jeune Sculpture, de Salon des Réalités Nouvelles, de Salon de Mai en de Salon de la sculpture abstraite. In 1950 maakte hij reizen naar Italië, Spanje en Bretagne en hij zocht contact met de beeldhouwers Hans Arp, Nicolas Schöffer, Alexander Calder en Etienne Hajdu en de schilders Luc Peire, Pierre Alechinsky, Alfred Manessier en Jean Le Moal. In 1950 werd hij onderscheiden met een Belgische ridderorde, de Orde van Leopold II.
Internationale aandacht kreeg zijn werk door deelname aan de Biënnale van Middelheim, Sonsbeek (1952) en de Biënnale van São Paulo (1953). In 1960 vroeg het Kröller-Müller Museum hem voor het aan te leggen beeldenpark een eerder, eikenhouten beeld uit 1949 (Forme infinie) van 100 centimeter in steen uit te voeren met een hoogte van 240 centimeter, inclusief de sokkel. Uiteindelijk kwam het kalkstenen beeld er, 160 centimeter en zonder sokkel.
Anthoons doceerde aan de École supérieure des arts et industries graphiques (de École Estienne) aan de Boulevard Auguste-Blanqui in Parijs. Door een ernstige ziekte, die hem vanaf 1968 trof, hield hij in 1977 definitief op met werken. Hij stierf in 1982 en ligt begraven in Charenton-le-Pont.